# Санта-Элена (Санта-Катарина)
Санта-Элена (порт. Santa Helena)  —  муниципалитет в Бразилии, входит в штат Санта-Катарина. Составная часть мезорегиона Запад штата Санта-Катарина. Входит в экономико-статистический  микрорегион Сан-Мигел-ду-Уэсти. Население составляет 2307 человек на 2006 год. Занимает площадь 80,982 км². Плотность населения — 28,5 чел./км².

## История
Город основан 9 января 1992 года.

## Статистика
- Валовой внутренний продукт на 2003 составляет 21.131.613,00 реалов (данные: Бразильский институт географии и статистики).
- Валовой внутренний продукт на душу населения на 2003 составляет 8.674,72 реалов (данные: Бразильский институт географии и статистики).
- Индекс развития человеческого потенциала на 2000 составляет 0,787 (данные: Программа развития ООН).

## География
Климат местности: субтропический.